# Белград (Мен)
Бе́лград (англ. Belgrade, МФА: [ˈbɛlɡreɪd]) — місто (англ. town) в США, в окрузі Кеннебек штату Мен. Населення — 3250 осіб (2020).

## Демографія
Згідно з переписом 2010 року, у місті мешкало 3189 осіб у 1265 домогосподарствах у складі 935 родин. Було 2198 помешкань
Расовий склад населення:
| - 98,3 % — білих - 0,2 % — чорних або афроамериканців - 0,1 % — корінних американців - 0,1 % — азіатів |

До двох чи більше рас належало 1,3 %. Частка іспаномовних становила 0,5 % від усіх жителів.
За віковим діапазоном населення розподілялося таким чином: 22,7 % — особи молодші 18 років, 62,7 % — особи у віці 18—64 років, 14,6 % — особи у віці 65 років та старші. Медіана віку мешканця становила 43,8 року. На 100 осіб жіночої статі у місті припадало 97,8 чоловіків; на 100 жінок у віці від 18 років та старших — 96,2 чоловіків також старших 18 років.
Середній дохід на одне домашнє господарство становив 78 826 доларів США (медіана — 71 000), а середній дохід на одну сім'ю — 79 974 долари (медіана — 69 167). Медіана доходів становила 56 574 долари для чоловіків та 42 155 доларів для жінок. За межею бідності перебувало 14,3 % осіб, у тому числі 24,0 % дітей у віці до 18 років та 15,4 % осіб у віці 65 років та старших.
Цивільне працевлаштоване населення становило 1401 особа. Основні галузі зайнятості: освіта, охорона здоров'я та соціальна допомога — 34,8 %, роздрібна торгівля — 18,6 %, науковці, спеціалісти, менеджери — 7,7 %, будівництво — 6,9 %.